# Anton Webern
Anton Webern (Bécs, 1883. december 3. – Mittersill, 1945. szeptember 15.) osztrák zeneszerző és karmester. A huszadik század kiemelkedő zeneszerzője és a modern zene egyik kimagasló mestere.
A Bécsi Egyetemen 1902-től 1906-ig filozófiát és zenetudományt tanult, utóbbit Guido Adler kollégiumában. 1904-től 1908-ig Arnold Schönberg növendéke volt. Fiatalkori kompozícióit Wagner és Richard Strauss hatása alatt írta, ezeket a hatásokat 1908-ban írt Passacagliájában (Op. 1) összegezte. A tizenkét fokú hangrendszer szabad használata után áttért a Schönberg által kifejlesztett szeriális technikára (Drei Volkstexte – 1924). Bécsben aktív tevékenységet fejtett ki Schönberg és avantgardista köre mellett. 1922–34 között a Munkás Szimfonikus Hangversenyeket vezényelte és munkásénekkarokat vezetett. 1927-től az Osztrák Rádióban is dirigált, majd lektorálási munkákat végzett az Universal kiadónál. 1933-ban kezdett tanítani. A második világháború vége felé a tiroli Mittersillben keresett menedéket. 1945. szeptember 15-én, már a szövetséges megszállás idején, itt érte a halál, amikor az érvényben lévő kijárási tilalom ellenére, hogy alvó unokáit ne zavarja, a háza elé kilépve akart elszívni egy szivart, mire egy amerikai katona agyonlőtte.
Halála idején alig ismerték zenéjét, amely azonban az utóbbi negyedszázad alatt világszerte elterjedt, és 1962-ben megalakult a Nemzetközi Webern Társaság. A húszas években írt dodekafon művei (Drei Volkstexte, Op. 17; Vonóstrió, Op. 20) a zeneszerzői technikának arról a pontjáról indultak el, ahová Schönberg és Berg érett művei megérkeztek. Webern azonban ennél is tovább ment, amikor a dodekafon szerkesztést szeriális struktúrává fejlesztette. Ez volt a leghatározottabb elfordulás a zeneszerzés múltjától, gyökeres szakítás az európai zene egész hagyományával. A szeriális zene rövid eszmevillanásokban történő, olykor alig érzékelhető, minden addigi jelrendszernél tömörebb megnyilatkozása volt, ahol nemcsak a harmóniák rendjének kötöttsége bomlott fel, nemcsak a dallam folytonossága oldódott meg, de a hangszerek funkciója is minimális jelzések minimális időtartamára szorítkozott, és a hangmagasság regiszterei is rendkívüli gyorsasággal váltakoztak, így emelve ki a hallgatót a tér és idő stabil kereteiből. Az egyes hang hangzása és színe itt a zeneszerző műgondjának fő feladata (Klangfarbenmelodie), mert ezzel kell egy másodperc alatt kifejeznie mindazt az emocionális tartalmat, amit elődei olykor egy teljes tételen át közvetítettek. Ennek az elvnek következetes megvalósítása okozza Webern műveinek végletes rövidségét és érzékenységét.

## Életpályája

### Származása és tanulmányai

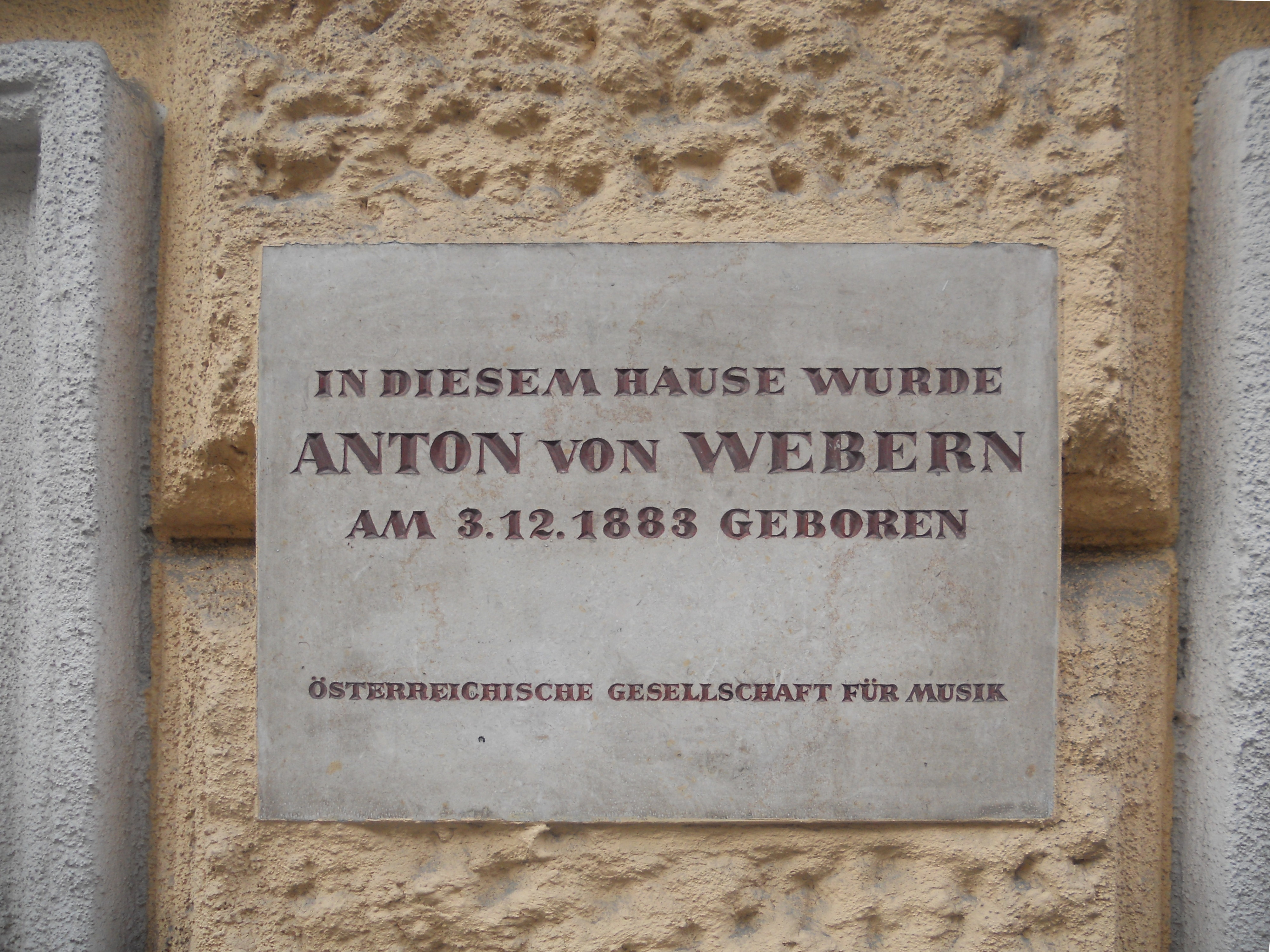
Emléktábla Webern szülőházán (Bécs, Löwengasse 53.)

Webern őseiről keveset tudni. 1939-ben, amikor a náci hivatalnokok a zeneszerzőt is rákényszerítették okmányainak beszerzésére, kiderült, hogy nemesi származású családból (Weber Freiherr von Webern) származott, a Bolzano-közeli Salurnból. Édesapja, Carl von Webern (1850–1919) azonban már nem használta a nemesi címet (freiherr), és polgári foglalkozást választott: bányamérnök lett. E területen az Osztrák–Magyar Monarchia egyik legtöbbre becsült elméleti és gyakorlati szakembere volt. Magabiztos, erőskezű családfő volt, akinek a művészetekhez ugyan nem volt érzéke, de művelt és olvasott ember lévén, gyermekeiből is tisztes polgárokat, képzett értelmiségieket akart nevelni. 1877-ben kötött házasságot Amelie Antonia Geerrel, egy gazdag mürzzuschlagi hentes leányával. A házasságból három gyermek született, közülük másodikként az egyetlen fiú, a zeneszerző Anton Friedrich Wilhelm Webern, 1883. december 3-án, Bécsben.
Zongoratanulmányait édesanyja irányításával, négyesztendős korában kezdte. Az iskolát is szülővárosában kezdte, de 1890-ben apját Grazba nevezték ki bányafelügyelőnek, így ott folytatta tanulmányait. 1894-ben Klagenfurtban telepedtek le. Itt ragadt az ifjú Webernre az az ízes vidéki beszédmód, amelyen később még legjobb barátai is szórakoztak. Itt kezdte el 1895 táján rendszeres zenei tanulmányait, Edwin Komauer vezetésével. Hivatalosan csak zongorára és csellóra tanította Webernt – rövidesen a klagenfurti amatőr zenekar gordonkaszólamában játszott –, de fokozatosan megismertette a zeneelmélettel is. 1902 elején ismerte meg Gustav Mahler II. szimfóniáját is, amely megragadta, bár Richard Straussért akkor még jobban lelkesedett. Mesterének köszönhetően Webern már tizenhat éves korában alapos zeneelméleti képzettségre valló, technikailag szépen megoldott dalokat, csellódarabokat komponált. Első művei dalok voltak (Vorfrühling, Wolkennacht, Tief von fern, Wehmut, Richard Avenarius és Richard Dehmel szövegeire). Mesterének jóvoltából ismerte meg Hugo Wolf művészetét is, aki az ifjú Webern első példaképe lett. Mivel Wolf volt a Wagner-kultusz leglelkesebb ausztriai progagálója, így Webern életének következő nagy élménye természetesen Wagner munkásságának megismerése lett.
Az apa nem akart muzsikus-fiat, nem érezte őt elég tehetségesnek, viszont biztos kenyeret akart a kezébe adni, így mezőgazdasági technikumba íratta be, hogy azután megbízza birtokuk, a Preglhof vezetésével. Webern ennek ellenére már 1901-ben eldöntötte, hogy zenei pályára lép és karmester lesz belőle. 1902-ben Klagenfurtban leérettségizett. Sikerült meggyőznie apját zenei jövőjét illetően, aki megengedte, hogy a nyár folyamán Bayreuthba utazzék. Első bayreuthi utazásom, 1902 augusztus címmel részletes naplót vezetett erről a fontos eseményről, megtűzdelve Parsifal és A nürnbergi mesterdalnokok kottaidézetekkel. Kapóra jött, hogy apját kinevezték miniszteri tanácsosnak és a család (a két lány közben férjhez ment) áttelepült Bécsbe. Apja úgy döntött, ha zenét akar tanulni, iratkozzék be az egyetemre, szerezze meg a filozófiai doktorátust.
Tanulmányait 1902 őszén kezdte el. Az egyetem zenetudományi intézetét Guido Adler vezette, nagy Wagner-rajongó, Mahler barátja, később Schönberg tisztelője. Már első egyetemi évei alatt rengeteget járt hangversenyre, operába. Aktív muzsikálásra vágyott. Előbb az Akadémiai Wagner Társaság kórusában énekelt néhány alkalommal, Felix Mottl, Richter János, Nikisch Artúr vezényletével. De legnagyobb élménye az volt, hogy Mahler keze alatt is muzsikálhatott. Csellótanulmányait Bécsben is folytatta, előbb Franz Schmidt zeneszerzőnél és gordonkaprofesszornál, majd a Konzertverein másodcsellistájánál, Josef Hašánál.
Év közben nem foglalkozott zeneszerzői terveivel, a szünidőben azonban ezeknek szentelte idejét. 1904-ben azután döntő lépésre szánta el magát: Heinrich Jalowetz társaságában Berlinbe utazott, azzal az elhatározással, hogy az akkor legtekintélyesebb német professzor, Hans Pfitzner zeneszerzés-növendéke legyen. Webern ismét Mahler – akiért őszintén rajongott – miatt változtatta meg tervét, ugyanis első találkozásukkor Pfitzner becsmérelni kezdte Mahlert, mire Webern nyomban felpattant és távozott. Visszatért Bécsbe, ahol Arnold Schönberg tanítványa lett, aki életének döntően új irányt adott.

### Schönberg tanítványaként

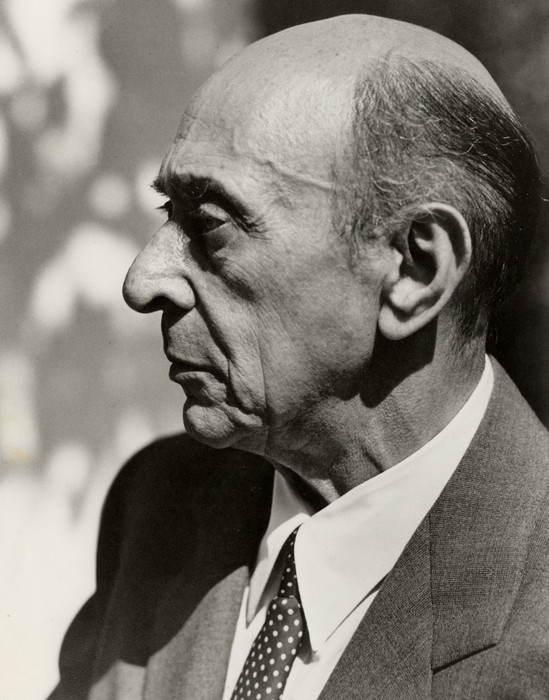
Arnold Schönberg

Webernt Adler küldte kompozícióival (dalaival) Schönberghez, aki a hagyományos konzervatóriummal szemben új módszereket tanított. Schönberg befogadta tanítványai közé, és 1904 őszétől négy teljes tanéven át volt tanítványa. Mestere pedagógiai tevékenységének legizgalmasabb évei voltak ezek, hiszen maga is ekkor tanulta meg, mi tanítható a zeneszerzés mesterségéből. Schönberg Összhangzattana (Harmonielehre) már valamelyes képet ad zseniális pedagógus-munkájáról, de későbbi könyvei, növendékeinek visszaemlékezései (például Webern 1912-es írása), sőt immár saját könyvei, még sokoldalúbban mutatják be a Schönberg-tanítást. Módszere az analízisen alapult. Csupán „klasszikus" mesterekből tanított, soha nem a saját példájából. Mindenekelőtt Beethoven és Brahms állt elemzéseinek középpontjában. Ezeken az órákon fejlődött ki növendékeinek, köztük Webernnek a kiválasztott cél hibátlan megvalósítására, a dolgok közt sokoldalúan rendet, összefüggést teremtő zeneszerzői logikára törekvő önfegyelme. Webern nemhogy nem volt kivétel, de talán egyik legszenvedélyesebb követője lett Schönbergnek.
A Schönbergnél eltöltött négy évről keveset tudni. Nyarait nagyrészt a karintiai családi birtokon töltötte. Itt hunyt el 1906. szeptember 7-én édesanyja, és ezt a súlyos csapást csak sokára heverte ki. Későbbi feleségét, Wilhelmine Mörtlt is Karintiában ismerte meg 1904-ben, s 1906-tól már leveleket küldött a Genovában, Párizsban tartózkodó lánynak. A különösképp 1903–1904-ben megszaporodó daltermés java is szerelmes dal, közülük nem egy Preglhofban keletkezett.
Miután 1908-ban befejezte tanulmányait Schönbergnél, két évig valószínűleg korrepetitorként és karmesterként biztosította a megélhetését, de az 1908-at követő két évről alig maradt fenn életéről szóló dokumentum. Egyelőre Bécsben akart maradni, hiszen ott élt Schönberg. Mesterüknek köszönhették, hogy 1908. november 8-án a Konzertverein nagytermében a Schönberg-tanítványok nyilvános hangversenyen debütálhattak. Webern itt vezényelte el passacagliáját. Schönberg révén megismerte a Universal Edition zenekiadó igazgatóját, akivel egy évvel később szerződést kötött.

### Anyagi gondok és házassága
Vezényelni ugyan soha nem tanult, de a század elején még nem karmester-szakon sajátították el ezt a mesterséget, hanem a gyakorlatban. Egyes dokumentumok tanúsága szerint 1908 nyarán a Bad Ischl-i Kurorchester másodkarmestereként kapott állást. Operetteket vezényelt, és ekkor kezdett el operatervén dolgozni Maurice Maeterlinck szövege alapján (Alladine és Palomides), sőt barátjától, Ernst Dieztől is librettót kért. Ősszel visszatért Bécsbe, és a következő másfél esztendő alatt valószínűleg itt próbálkozott korrepetitorsággal és vezényléssel (közben talán Innsbruckban is). 1910 májusában, a nyári szezon idejére Teplitzbe szerződött a színházhoz, ahol elsőnek Leo Fall Elvált asszony című operettjét vezényelte.
Webern életének alakulását még esztendőkig befolyásolta, hogy hol volt éppen Schönberg és mit csinált. 1911-ben például Schönberg ismét átköltözött Berlinbe. Már 1910 októberében odalátogatott, hogy tanúja legyen első külföldi zenekari bemutatójának, a Pelleas előadásának (a karmester Oskar Fried volt, aki később Webern-zenét is dirigált.) Mesterével októberben Webern is Berlinben járt; onnan utazott tovább új állomáshelyére, Danzigba. Az ekkor kezdődő négy esztendő hiteles története csak naplóinak és Alban Berggel folytatott levelezésének köszönhetően ismert. Ebben az időszakban alakult át lelkes, fanatikus fiatalemberből befelé élő, megkeseredő, az élettől keveset váró, anyagi gondoktól őrlődve csendes alkotóórákra vágyódó felnőtté.
Megtelepedni egyelőre sehol sem tudott, és minden alkalmat megragadott, hogy valami ürüggyel elutazzék, barátok közé. 1910 októberétől 1911 tavaszáig élt Danzigban, ahol a színház első karmestere egykori Schönberg-növendéktársa, Heinrich Jalowetz volt. Ő vette gondjába, de Webernnek minden igyekezet ellenére csak operettek dirigálása jutott, sőt még a kórust is neki kellett korrepetálnia. Ráadásul elviselhetetlen teher volt számára a város kellemetlen, porosz kulturális légköre. Itt, Danzigban vette feleségül, sokéves ismeretség után, Wilhelmine Mörtlt, 1911. február. 22-én, külön engedéllyel, ugyanis unokatestvérek voltak. A családalapítás nem a legszerencsésebb csillagzat jegyében indult. Anyagi gondjaikat tetézte, hogy már útban volt első gyermekük. Felesége, egy bécsi ügyvéd leánya, elvárta, hogy biztos körülmények között éljenek. Mindamellett Minna asszony hűséges társnak bizonyult. Három lányuk született Amalie (1911), Maria (1913), Christine (1919) és egy fiuk, Peter (1915).
Kamarazenekari és kvartett-darabokat komponált, és mivel családjának otthont kellett keresnie és nem akart hazaköltözni apjához, így apósához utaztak, Bécsbe. Schönberg sógora, Alexander von Zemlinsky, a prágai Német Színház első karnagya, Prágába akarta szerződtetni. Schönberg Berlinbe hívó levele azonban eldöntötte a dilemmát. Berlin-Zehlensdorfban, mestere közelében talált lakást. Innen utazott 1911 novemberében Münchenbe, a nagy jelentőségű Mahler-premierre, a Das Lied von der Erde (Dal a Földről) Bruno Walter vezényelte ősbemutatójára. Három nap múltán Berlinben ő zongorázta el Schönbergnek. A telet a német fővárosban töltötte. Tanúja lehetett a Pierrot lunaire kezdeti kompozíciós munkájának és általában Schönberg lassan beérő sikereinek. Webern joggal érezhette, neki is el kell valahogy jutnia végre a közönséghez. Az első tennivaló, megjelentetni műveit. Saját kiadásában akarta közzétenni két zenekari (Op. 1, 6), egy kvartett (Op. 5) opuszát és dalait. Februárban és márciusban Prágába is elkísérte Schönberget, majd vissza Berlinbe. Schönberg öt zenekari darabjának zongorakivonatát készítette el, sőt egy Schönberg tiszteletére összeállított kötetet is szerkesztett, és közben arról álmodozott, hogy hamarosan Mahler-, Beethoven-, Schönberg-műveket dirigál. Májusban meglátogatta édesapját Klagenfurtban, innen 1912 júniusában új munkahelyére utazott, a stettini színházba. Webernt nyomasztotta a város, általában a vidéki színház olcsó és híg morálja. Egészsége leromlott, depresszió gyötörte. A zenéléstől is elment a kedve, szabadidejét olvasással töltötte.
Október közepén Berlinben volt ismét, ahol rész vett a Pierrot lunaire ősbemutatóján. A bécsi Gurrelieder (Gurre-dalok) bemutatóján azonban idegösszeroppanása miatt nem lehetett jelen, egy semmeringi szanatóriumban ápolták. Március utolsó napján mégis Bécsben volt, a zenetörténet egyik legemlékezetesebb botránykoncertjén. Schönberg – két kedvenc tanítványa, Berg és Webern kedvéért – maga vezényelte az „Akademischer Verband für Literatur und Musik“ rendezésében, a Konzertverein nagytermében megtartott hangversenyt. Már Webern Hat zenekari darabja (Op. 6) és Schönberg Kamaraszimfóniája alatt is hangos jelenetek zajlottak a lelkes fiatalok és a talán provokatív indulattal eljött operettkomponisták, idősebb hallgatók között. Zemlinsky dalai után Berg hatalmas zenekarra írt, de igen rövid, Op. 4-es dalai következtek, Peter Altenberg Ansichtskarten (Képeslapok) szövegeire. A nevetés és a zaj növekedett, Schönberg lekopogta a zenekart és megfenyegette a rendbontókat. Erre kitört a vihar. Webern egy páholyból kiabálta, hogy ki kell dobni az egész bandát, a válasz az volt, hogy „bolondokházába azokkal, akik ilyen zenét írnak“. Mahler Gyermekgyászdalait már elő sem lehetett adni, és a verekedéseknek bírósági következményei lettek.
A tavaszt és a nyarat pihenéssel, alkotómunkával töltötte egy isztriai üdülőben, majd otthon, apja mellett, Karintiában. A hegyekben egészsége már éppen helyreállt, amikor júliusban az újabb színházi karmesteri szerződés (Prága) lelkileg ismét összeroppantotta. Ausztriában maradt, Bécsben. Alt-Hietzingben talált végre családjával lakást, nem messze Schönberg és Berg otthonától. Félretett pénzét emésztette, amit zeneelmélet-órák adásával, korrepetitori munkával próbált pótolni. Ezek az 1913–1914-es bécsi hónapok azonban legalább ismét lehetővé tették az alkotómunkát: az Op. 9–11 java ekkor készült el.

### Az első világháborúban
1914 nyarán kitört az első világháború. A mozgósítás Webernt elkerülte. Családja mentalitását, neveltetésének körülményeit tekintve érthető volt az az igyekezete – amely Alban Berghez írt leveléből is kitűnik –, ha a legközelebbi behíváskor kihagyják, önkéntesnek jelentkezik. Családjára tekintettel ettől mégis visszalépett; felajánlotta szolgálatait a Vöröskeresztnek. 1915 elején egy klagenfurti kaszárnyában állt szolgálatba. Webern rossz katonának bizonyult: lelkiismeretessége, önfegyelme sem ellensúlyozhatta gyenge egészségi állapotát. Ennek köszönhette, hogy nem vitték frontszolgálatra. A klagenfurti laktanya után Görz, Windisch-Feistritz, Mauritzen kaszárnyáiban egyéves önkéntesiskolán vett részt. A vizsgát is sikerrel letette. Leobenből 1915 decemberétől április közepéig szabadságolták. Bécsben nem találta a helyét, Schönberg ugyancsak katona volt. Webern kétségbeesett méltatlankodással próbálta elérni mestere leszerelését, és más oldalról, bécsi muzsikusok kérésére, Bartók is ez ügyben fáradozott. Webern újra bevonult, 1916. december 23-án azonban gyenge látására tekintettel (gyermekkorától erős szemüveget hordott), kadétjelöltként végleg leszerelték.

### A bécsiZenei Magánelőadások Egyesülete
Ideiglenesen Bécsben rendezte be otthonát, nem messze Berg lakásától. Márciusban a közben leszerelt Schönberggel Prágába utazott, hogy az ottani színháznál újból állást keressen. Növekvő családja, a létfenntartás most már másokért is vállalt felelőssége ismét elparancsolta az alkotómunka mellől. 1917 nyárelőjén Klagenfurtban még Karl Kraus és Georg Trakl versekre komponált (Op. 13/I, Op. 14/IV), augusztus 12-től már a prágai Német Színházban dirigált. Majdnem tíz hónapig, 1918. május 31-ig tartott ez a szerződése. Ezután ismét Bécsbe költözött, mestere közelébe.
Webern, Berg, Steuermann és Schönberg tervezték a Verein für Musikalische Privataufführungen (Zenei Magánelőadások Egyesülete) megalapítását, de a terv nem valósult meg, mert szeptemberben Schönberg és Webern összekülönböztek, ugyanis felesége unszolására Webern visszatért a prágai színházhoz. Schönberg, Webern közeli terveiből is elvi kérdést csinált: miért akar visszamenni a prágai színházhoz? Bizonyára, mert vele nem lehet kibírni, mert Webern talán úgy érzi, hogy ő ki akarja zsákmányolni tehetségét az új egyesületben. Schönberg megrovó levelétől azután teljesen kétségbeesett. Bécsbe költözött, ahol családjával anyósánál lakott egy ideig. Természetesen rövidesen tisztázták a félreértéseket. Webern egyelőre feladta a prágai terveit.
A bécsi Zenei Magánelőadások Egyesülete azért alakult, hogy a tájékozódni vágyó muzsikusok és laikusok kitűnő előadásban, többször is meghallgatva, megismerkedhessenek az új zene mindenféle irányzatával. A kritikát, a tetszés-nemtetszésnyilvánítás formáit kizárták. Schönberg tervezte a műsorösszeállítást (saját műveit eleinte szándékosan kirekesztette), a felelős betanítók Webern, Berg, Stein és Steuermann voltak. 1918 novemberétől 1921 közepéig tartottak a rendszeres összejövetelek. Az első esztendőben 37 előadás volt, mintegy száz kompozíció bemutatásával, s azok ismétléseivel. Az előadóművészeket a legjobbak közül válogatták, és csak annyi engedményt tettek, hogy a zenekari műveket kisebb együttesre átírva játszották. Schönberg műsorösszeállítása páratlan volt: Bartók és Stravinsky, Debussy és Dukas, Szymanowski és Ostrčil éppúgy helyet kaptak, mint az ő növendékei. Webern itt ismerhette meg először behatóbban a modern európai zene nem-Schönberg, sőt egyáltalán nem-német irányzatait. Webern számára jelentős volt az Egyesület azért is, mert néhány darabja (dalok, hegedű-, kvartett-, zenekari-darabok) végre alapos betanulásban szólalhatott meg. Visszahallhatta, ellenőrizhette. Az ausztriai, háború utáni infláció végül a csőd szélére juttatta a vállalkozást. Schönberg ötletére 1921 májusában igazi bécsies, kedélyes búcsúhangversenyt tartottak: ő két, Berg és Webern egy-egy Johann Strauss keringőt hangszerelt meg „szalonegyüttesre“, és a kéziratokat nyomban árverésre bocsátották (Webern A denevér Schatzwalzerét írta át).
Közben, még 1920-ban (augusztus végétől október elejéig) Webern ismét a prágai színházhoz kényszerült. Ez volt utolsó állása külföldön. Hazatérve most már végleg megtelepedett Ausztriában, Bécsben, pontosabban a kertes elővárosban, Mödlingben.

### Mödlingi évek
A mödlingi lakás fenntartása, a szaporodó család természetesen továbbra is Webern első számú kötelességévé tette a pénzkeresést. Édesapja 1919. augusztus 10-én, Klagenfurtban meghalt, az ő segítségére már nem számíthatott. Schönberg, aki lebeszélte őt a színházról, most, hogy a Magánelőadások szerény betanítói honoráriuma is megszűnt, mindent elkövetett növendéke és barátja érdekében. Állítólag ő vette rá Hertzka igazgatót, hogy az Universal Edition kezdje végre megjelentetni Webern műveit. 1920-ban kötötték meg a szerződést, és az Universal az üzleti haszon minden reménye nélkül, hozzálátott a publikáláshoz. 1921 őszén Schönberg égisze alatt zeneszerzés-szemináriumot indítottak Bécsben, ahol Berg, Stein, Polnauer mellett Webern a vezénylést és az operaszakot irányította volna. Webern mégis, minden jóindulat ellenére, immár négy gyermekével, úgyszólván egyik napról a másikra élt. Szerény karmesteri javadalmazásokból (1921–1922: Bécsi Schubert-szövetség; 1921–1926: Mödlingi Dalárszövetség; 1922: a bécsi Koncerttársaság matinéi) és néhány magánnövendéktől származtak bevételei. A nyári szünidők különösen keservesek voltak. 1923-ban Schönberg levelekkel ostromolta külföldi mecénás ismerőseit Webern érdekében. A svájci Werner Reinhartnál meghallgatásra is talált; a segítségre Webern az Op. 4-es dalok ajánlásával válaszolt.
Pedig a dirigens- és a zeneszerző-Webern lassan már nem volt ismeretlen név. 1921-ben a düsseldorfi Német Zenészünnepségen passacagliáját vezényelte, 1923. június 5-én Berlinben modern osztrák muzsikát dirigált, többek között Berg három zenekari darabja közül az első kettőnek ősbemutatóját. 1922-ben, Salzburgban húsz órányi kortárs zenét játszottak fesztiválszerűen, köztük az Op. 5 kvartett-darabokat is. Ennek folytatásaként született meg az IGNM: az Új Zene Nemzetközi Társasága, amelynek fesztiváljain Webern művei rendszeresen szerepelnek majd. Az Op. 5 a Havemann-kvartett révén Németországban és Dániában is feltűnést keltett; megszólalt Párizsban is, ahol Webern George-dalait is énekelték. A Passacaglía pedig valósággal divatba jött: 1923-ban Bécsben a nagytekintélyű Franz Schalk vezényelte, Párizsban Walther Straram, játszották Bochumban, tervezték és előadták Frankfurtban, Oldenburgban, sőt Chicagóban. Bartók Béla, aki 1923 nyarán interjút adott Mohácsi Jenőnek – valószínűleg a Salzburgban hallott Op. 5-ös Kvartett-darabok és a kottában megszerzett Op. l-es hegedű-zongora darabok hatása alatt – mondta a következőket: „A modern német muzsikusok közül főként Arnold Schönberget és talán még Anton Webernt találom különösen figyelemre méltónak, illetőleg ők ketten azok, akiknek muzsikáját szeretem".
Webern negyvenedik-ötvenedik esztendeje között érte el művészetének csúcsát. Karmesteri tehetsége, saját zenéje, tanári talentuma sem előtte, sem utána nem hozott számára ennyi elismerést. Jellemző azonban, hogy ez az elismerés csak Webern életének parány-méreteivel mérve volt siker, s számára ezek is keserű esztendők maradtak.
Amióta letelepedett Bécs elővárosában, Mödlingben, de különösen 1922–1923-tól, lassan ismert nevű dirigense lett az osztrák főváros szimfonikus és kórushangversenyeinek. Alban Berg szerint Mahler után Webern volt a legnagyobb dirigens. A próbákon Webern mindig túl sokat magyarázott és beszélt a megvilágítás érdekében. A zenekari tagok nem szívelték ezt a gondolkodásmódjuktól idegen módszert. Ő rendszerint nem vette észre, ha emberei, bár jóindulatúan, kinevették. Képtelen volt szigorúan és határozottan megfegyelmezni a zenekart. A próbák nehézségei ellenére az előadások nagy hatást keltettek. Erejéhez mérten mindenki a legtöbbet adta; az előadás alatt Webern vezénylésmódja és gondolatainak átsugárzása is hatásosabbá vált, még ha (természetesen öntudatlan, nem begyakorolt) gesztusai eltúlzottan eksztatikusnak tűntek is. Bár soha nem vezényelt partitúra nélkül, az előadásra kerülő mű minden kottafejének ismerője, ura volt. A vezénylés hihetetlen fizikai és szellemi megerőltetés volt számára. Kivált ha saját műveit dirigálta, annyira felőrölte erejét, hogy a koncert végén sápadtan és kimerülten hagyta el a dobogót. Webern korábbi karmesterkedési idejéhez képest, amikor operetteket vezényelt, ebben az időszakban elvezényelhette mindazon műveket, amelyekről korábban csak álmodozni mert. Az előadások zöme a bécsi Arbeiter-Sinfoniekonzerte (Munkáshangversenyek) keretében szólalt meg, nagyon szerény próbalehetőségek közepette. 1922 őszétől Webern rendszeresen dirigált ezeken a Munkáskoncerteken, amelyeknek irányítója, David Josef Bach, baráti bizalommal rábízta a műsorok összeállítását is. Webern munkáshallgatóival nem az olcsó, népszerű, „könnyen érthető" zenét akarta megismertetni, hanem egyrészt az európai hagyomány klasszikusait, Bachot, a bécsi klasszikus triászt, Schubertet, Brahmsot, valamint a kortársak közül Mahlert, Schönberget, saját műveit azonban úgyszólván soha nem vezényelte munkáshallgatóinak.
Külföldi turnéi közül a legjelentősebbek a londoni BBC meghívásai voltak, ahol egykori növendéke, Edward Clark egyengette útját (neki szól a Musikalisches Opfer azaz Zenei áldozat című fúga hangszerelésének ajánlása). 1926. június 22-én a zürichi IGNM (Új Zene Nemzetközi Társasága) fesztiválon hét próba után Op. 10-es Öt zenekari darabját dirigálta, s tíz próbát szánt Schönberg Fúvósötösének betanítására. 1924-ben a donaueschingeni fesztiválon hallgatója volt az Op. 9 és 14 előadásának. 1929. december 18-án, Berlinben Op. l-es Passacagliáját vezényelte, 1932-ben Barcelonában dirigált, és találkozott végre az 1926-tól Berlinben élő Schönberggel. 1927-től az osztrák rádióban időnként vezényelhetett, 1930-tól lektorként is kapott ott munkát. Néhány évig zeneelméletet oktatott a zsidó hitközséghez tartozó vakok intézetében.

### A német megszállás idején

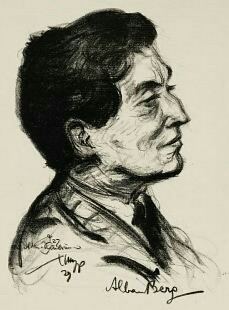
Alban Berg

Webern „sikerei“ kevésnek bizonyultak a hattagú család szolid eltartásához, a gyerekek iskoláztatásához. Ezért ismételten felmerült az Ausztriából elköltözés gondolata. Németország elsősorban azért vonzotta, mert ott mégis többet játszották műveit, mint otthon, illetve szempont volt az is, hogy Webern idegen nyelveket nem beszélt. A Webern-család mégis Ausztriában maradt. A mödlingi otthont 1932-ben megpróbálták felcserélni bécsi lakásra, de ősztől ismét visszaköltöztek, és a Mödling melletti Maria Enzersdorfban béreltek kertes házrészt.
Családján kívül csupán néhány régi barát, Schönberg idejéből ismert kolléga színesítette Webern életét. 1926-ban ismerte meg a költő és festő Hildegard Jonet és férjét, a szobrász Josef Humplikot. Webern (alapjában Schönberg metódusát követő) tanító tevékenységéről keveset tudni. Biztosan tőle tanult a zeneszerzővé lett Ludwig Zenk (legkedvesebb tanítványa), Leopold Spinner, Julius Schloss, Humphrey Searle, Karl Amadeus Hartmann, a karmester Hans Swarowsky és Karl Rankl, a zongorista Richard Hauser, Peter Stadlen, azután Frederick Dorian , Willi Reich, Moritz Kaplan stb. Schönberg után az ő növendéke is volt Eisler, Erwin Ratz stb. 1924-ben és 1931-ben Webern elnyerte Bécs város díját. Negyvennyolc éves korában, 1931. április 13-án, Bécsben tartották élete első szerzői estjét.
1933. január 30-án még csak Németországban jutott uralomra Hitler nemzeti szocialista rendszere, és ott is lépésről lépésre terjesztette ki diktatórikus fennhatóságát a szellemi élet, a művészetek egyes ágazataira. Sok, Németországon kívül élő német ajkú egy ideig nem is tudta futó puccskísérletnél többre vélni az eseményeket. Jelentős változás állt be Webern életében, amikor a betiltott szociáldemokrata párttal együtt megszűntek a munkáskoncertek is. A zeneszerző élete így egyre nehezebb lett, ami lassú összeroppanásához vezetett. Ezt tetőzte, hogy 1935 decemberében elhunyt közeli barátja, Alban Berg. Schönberg már 1933 őszétől az Egyesült Államokban élt. 1935 júniusában maga helyett Webernt ajánlotta a New York-i Juilliard School tanári állására – eredménytelenül. Egyébként nem tudni, nyelvi nehézségei, családja miatt vállalkozott volna-e a kivándorlásra. Senki sem hívta, így nem tudni pontosan, miért nem emigrált külföldre. 1934–1935-ben még vendégszerepelt a BBC-ben, és a Berg halálát követő napokban Barcelonában vezényelt, 1936-ban Svájcban, Winterthurban. Az Anschluss előtt néha még játszották műveit Bécsben, az Op. 27-es Zongoravariációkat itt mutatta be 1937. október 26-án egyik pianista növendéke, Peter Stadlen. 1936–1938 között az Universal még megjelentette egy-egy opuszát (Op. 23, 27, 26). Rendszeres állása azonban már alig volt (1939 szeptemberéig alkalmilag foglalkoztatta a bécsi Rádió), tanítványa olykor egy sem akadt. Sok szabad ideje maradt, és így elég rendszeresen dolgozhatott, a komponálás most már nemcsak a szünidőben haladt előre: a munkába temetkezett. 1935 és 1943 között, legfeljebb néhány hónapos megszakítással, folyamatosan alkotta 26–31-ig terjedő opuszainak sorát.
1938. március 12., az Anschluss új helyzetet teremtett. Ettől kezdve nem játszottak Webern-művet Ausztriában. E tény körül nem minden világos. Kétségtelen, hogy Webern zenéjét is a „kultúrbolsevik“, „zsidóbarát“, „elfajzott“ művészetek közé sorolták. Néhány barátja szerint betiltották zenéjét. Határozott letiltás jogi-rendőrségi dokumentuma azonban eddig nem bukkant fel. Persze műveinek leghűbb német és osztrák előadói a nácik elől már külföldre menekültek, és valószínűleg egyszerűen azért nem tiltották le, mert nem is akarta, nem is merte és nem is tudta előadni senki. Az például bizonyos, hogy a náci felügyelet alá vont Universalnál Webern nem került hivatalos fekete listára, csak éppen nem adták ki újabb műveit. Viszont a néhány régebbről ottmaradt kiadói embernek köszönhette, hogy 1941-től lektori, korrektori és zongorakivonat-készítői megbízásokat kapott, így legalább éheznie nem kellett.
1939-ben a londoni Boosey & Hawkes kiadó jelentette meg Op. 28-as új vonósnégyesét. A londoni kiadónál régi kollégája, Erwin Stein próbálta támogatni, többi művének kiadására mégsem került sor. A háború szétszórta, javarészt Amerikába vitte barátait, művének propagálóit. Külföldön művei jelentős sikereket arattak. Közülük a legjelentősebb a londoni IGNM-fesztiválon az Op. 26-os Das Augenlicht (Szemünk világa) ősbemutatója volt 1938. július 17-én. Az óriási Queenshallban igazi sikert aratott a kompozíció. Még az évben a Trakl-dalok és a Szimfónia is előadásra került Angliában. Ugyancsak 1938-ban, a Coolidge-alapítvány segítségével, az új Vonósnégyes bemutatójára is sor kerülhetett, az Egyesült Államokban. 1937. május 17-én, Párizsban Harsányi Tiborék játszották a Szaxofon-kvartettet. Régi barátjának és mecénásának, Werner Reinhartnak köszönhetően 1940 februárjában Winterthurban Erich Schmid a Passacagliát vezényelte, Baselben pedig dalaiból adtak elő. Webern 1943. február végén utazott Svájcba. A hatvanadik születésnapja tiszteletére, 1943. december 5-én, Baselben rendezett ünnepi Webern-esten már nem vehetett részt.

### Utolsó évei

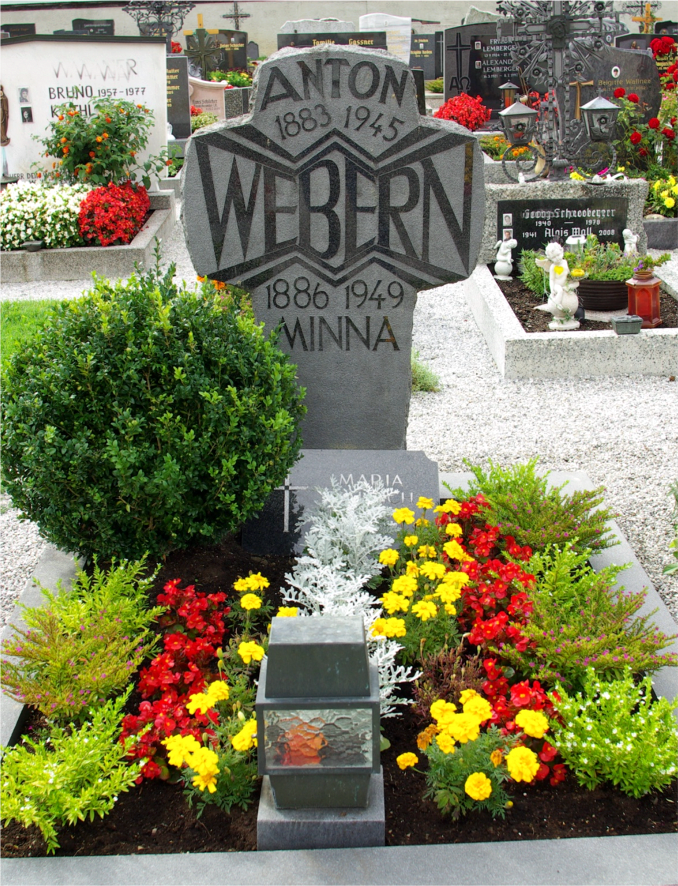
Webern síremléke

Az 1940-es évek elejére addig fokozódott a zeneszerző körül a nyomás, hogy ritka magántanítványainak egyikét a zeneakadémiai felvételin, Webern nevének puszta említésére, kis híján kihajították, hogy tilos volt otthon magánórákat adnia. 1944-ben az Ausztriához közeledő front eddigi egyetlen vigaszát, a komponálást is csaknem lehetetlenné tette. 1944-ben még belekezdett egy 32. opus írásába (előbb háromtételes hangszeres műnek indult, majd Jone-szövegekre kantátává alakult a terv), de a munka félbeszakadt. 1944 áprilisában Webern mundéros légvédelmi rendőr volt a mödlingi gimnáziumból alakított kaszárnyában, azután egy bécsi állomásra sorozták be. Május végén kiengedték. Újra dolgozott az Op. 32 vázlatain, elkészítette az I. kantáta zongorakivonatát. Egy ideig úgy hírlett, hogy a bécsi hercegérseki palotában egy „Kortárs költészet estje“ című rendezvényen (1944. november 29.) talán még elő is adják egy dalciklusát vagy a Zongoravariációkat, de Berg Zongoraszonátájának javára visszalépett (a műsor zenei számait ugyanis Webern állította össze).
1945. február 14-én Peter fia elesett a fronton, Jugoszláviában. A bombázás, a front közeledése elűzte Webernt otthonából. Feleségével gyalog, majd vonaton menekült a hegyekbe, Salzburgon túlra, Mittersill im Pinzgauba, élete utolsó állomására.
1945. március 31-én, húsvét hetében menekültek el. Két lánya, Christine és Maria már Mittersillben voltak, legidősebb lánya, Amalie is oda készült. Egy kis házban zsúfolódott össze a család. A visszavonuló náci csapatok a szárnyvonal mentén fekvő Mittersillen vonultak át. Hazakerült Webern katona veje, Günther Waller is, átcsúszott az amerikai–szovjet vonalon, és hozta meg a hírt, hogy Webern otthonát feldúlták, kirabolták. A gyerekek nem merték apjukkal közölni a hírt. A nyárra nem mozdultak el az amerikai zónába tartozó Mittersillből. Itt érte Webernt júliusban Alfred Schlee levele, amelyben tudatta vele, hogy az Új Zene Nemzetközi Társaságának újjáalakított osztrák szekciója őt választotta elnökének. 1945. szeptember 15-én este Webern átsétált a közben más lakásba költözött Christinéhez. Együtt vacsorázott a család. Vejéhez, Mattihoz egy amerikai katonai járőr állított be. Az egyik magyarázat szerint feketepiaci üzletelése miatt keresték, a másik szerint politikai múltja miatt. A házon kívül katonák álltak. Már sötét volt, amikor kilenc körül Webern kilépett a ház elé, hogy kinn gyújtson szivarjára, ne zavarja a füsttel a kisbabát. Nyolc után kijárási tilalom volt. Néhány lépést tett, rágyújtott, és akkor egy amerikai katona háromszor belelőtt. Betántorgott a házba, meghalt. Vejét, lányát letartóztatták, a holttestet is magukkal vitték. Csak napok múltán temethette el felesége. Az amerikai katona utólag azzal védekezett, hogy önvédelemből lőtt, megtámadták, vasrúddal inzultálták, de állításának hamissága a tárgyaláson beigazolódott. A kisvárosban helyezték örök nyugalomra.

## Művészete
1911-ben hallotta először Adolf Loos, 1914-ben pedig Kari Kraus egyik előadását; Rainer Maria Rilke és a német Stefan George verseiről csak Schönbergnél hallott, Gerhard Hauptmann-kötetet 1912-ben olvasott először. Ők voltak azok, akik – Schönberg mellett – hatással voltak művészetére. Schönberg kiváló zeneszerzéstanár volt, akinek minden szavát, minden új kompozícióját kinyilatkoztatásként fogadták növendékei, a nála töltött inaséveket követő mesterségbeli „felszabadulás" után is. Webern nemhogy nem volt kivétel, de talán egyik legszenvedélyesebb követője lett Schönbergnek.
Webern első művészi szakaszának a kezdete 1899 volt, amikor megírta első dalait, viszont 1904 nyarán, amikor felvázolta az Im Sommerwind (Nyári szélben) partitúráját, egy új korszak nyílt zenei életében, és ez már Schönberg tanításának jegyeit mutatja. E második korszak végét a Maurice Maeterlinck-szövegre tervezett Alladine és Palomides operavázlat jelentette 1908-ban, amikor Schönberg és Webern útjai szétváltak. A második szakaszból rengeteg vázlat ismert, s ezek valószínűleg iskolai feladatok voltak.
Az életmű történetében az 1911–1914-es évek rövidsége és a kompozíciók kis száma ellenére is feltétlenül önálló periódus: Webern mikrokompozícióinak korszaka. Három opuszba elrendezett 14 apró tételnyi muzsika jelent meg mindössze ebből az időszakból. Csaknem még egyszer ennyi tételből válogatta őket össze, rendezte őket utólag opuszokba. Az Op. 9 Hat bagatell vonósnégyesre 1911 augusztusában még négytételes Vonósnégyes volt (ma II–V. bagatell), amelyekhez 1913 nyarán három további darabot írt (a középsőt, amely saját szövegére írott ének-kvartett darab volt, nem jelentette meg). Az Op. 10 öt zenekari darab is lassan körvonalazódott: 1911-ben 7 kamarazenekari darab készült el (köztük a ma ismert I. és IV. tétel), 1913-ban pedig a II., III. és V. darab, sőt még egy O sanftes Glühn der Berge (Ó hegyek szelíd izzása) szövegű, az Op. 10-hez hasonló kamarazenekari kíséretű dal is. A korszakot lezáró Op. 11 Három kis cselló-zongoradarab (1914) mellett ugyanabban az esztendőben papírra vetett egy négy kéziratoldalnyi terjedelmű cselló-zongora szonátát.
Művészetének történetében az 1924-es év választóvonalat jelent. Szakított a vokális művek sorával, és Schönberg Kompozíció 12 egymásra vonatkoztatott hanggal technikájának hatására stílust váltott. Élete végéig ezzel a módszerrel komponált. Az új technika szerinti, az 1924–1934 között alkotott kilenc opusz elég világosan három fejlődési szakaszra bomlik. Az első (a „12 vokális esztendő“ befejező akkordja), vokális darabokkal, a 17-től 29-ig terjedő opuszokkal, a technika megtanulásának stádiuma. A második fejezet három hangszeres darab, az Op. 20-22: közös vonásuk, hogy kéttételesek, jelentőségük pedig az, hogy bennük egy minden tekintetben új, nagylélegzetű Webern-stílus születik. A harmadik fejezet — a 23–25-ös számú opuszok — háromtételes kompozíciókat ad, vokálist, hangszerest vegyesen. Webern, gyors léptekkel, tételről tételre sajátítva el Schönberg metódusát nyomban továbbfejlesztette azt.
Webern negyvenedik-ötvenedik esztendeje között érte el művészetének csúcsát. Karmesteri tehetsége, saját zenéje, tanári talentuma sem előtte, sem utána nem hozott számára ennyi elismerést. Jellemző azonban, hogy ez az elismerés csak Webern életének parány-méreteivel mérve volt siker, s számára ezek is keserű esztendők maradtak.

### Művei opusz számmal
- Op. 1, Passacaglia zenekarra (1908)
- Op. 2, Entflieht auf leichten Kähnen a-cappella kórusra Stefan George szövegére (1908)
- Op. 3, Fünf Lieder (Öt dal) énekhangra és zongorára , Stefan George szövegére (1907–08)
- Op. 4, Fünf Lieder énekhangra és zongorára, Stefan George szövegére (1908–09)
- Op. 5, Fünf Sätze (Öt tétel) vonósnégyesre (1909); vonószenekari változat (1929)
- Op. 6, Sechs Stücke (Hat darab) nagyzenekarra (1909–10, rev. 1928)
- Op. 7, Vier Stücke (Négy darab) hegedűre és zongorára (1910)
- Op. 8, Zwei Lieder (Két dal) énekhangra és nyolc hangszerre, Rainer Maria Rilke szövegére (1910)
- Op. 9, Sechs Bagatellen vonósnégyesre (1913)
- Op. 10, Fünf Stücke (Öt darab) zenekarra (1911–13)
- Op. 11, Drei kleine Stücke (Három kis darab) csellóra és zongorára (1914)
- Op. 12, Vier Lieder (Négy dal) énekhangra és zongorára (1915–17)
- Op. 13, Vier Lieder (Négy dal) énekhangra és zenekarra (1914–18)
- Op. 14, Sechs Lieder (Hat dal) Georg Trakl szövegére (1917–21)
- Op. 15, Fünf geistliche Lieder (Öt vallásos ének) énekhangra és kamaraegyüttesre (1917–22)
- Op. 16, Fünf Canons énekhangra és kamaraegyüttesre, latin szövegekre (1923–24)
- Op. 17, Drei Volkstexte (Három népi szöveg) énekhang, hegedű/brácsa, klarinét, basszusklarinét (1924)
- Op. 18, Drei Lieder (Három dal) énekhangra és kamaraegyüttesre (1925)
- Op. 19, Zwei Lieder, (Két dal) vegyeskar celesta, gitár, hegedű, klarinét, basszusklarinét, Johann Wolfgang von Goethe verseire (1926)
- Op. 20, Streichtrio (Vonóstrió) (1927)
- Op. 21, Symphonie (Szimfónia) (1928)
- Op. 22, Quartett hegedű, klarinét, tenorszaxofon és zongora (1930)
- Op. 23, Drei Lieder énekhangra és zongorára, Hildegard Jone szövegére (Viae inviae) (1934)
- Op. 24, Konzert (Koncert) kilenc hangszerre (1934)
- Op. 25, Drei Lieder (Három dal) énekhangra és zongorára, Hildegard Jone szövegére (1934–35)
- Op. 26, Das Augenlicht vegyeskarra és zenekarra, Hildegard Jone szövegére (1935)
- Op. 27, Variationen für Klavier (Variációk zongorára) (1936)
- Op. 28, Streichquartett (Vonósnégyes) (1937–38)
- Op. 29, I. Kantate (I. kantáta) szoprán szólóra, vegyeskarra és zenekarra, Hildegard Jone szövegére (1938–39)
- Op. 30, Variationen für Orchester (Variációk zenekarra) (1940)
- Op. 31, II. Kantate (II. kantáta) szoprán szólóra, vegyeskarra és zenekarra, Hildegard Jone szövegére (1941–43)[1][2]

## Írásai magyarul
- Előadások, levelek, írások; ford. Maurer Dóra, Várnai Péter; Zeneműkiadó, Budapest, 1965
- Előadások, írások, levelek; vál., szerk., utószó, jegyz. Wilheim András; ford. Maurer Dóra, Várnai Péter; Zeneműkiadó, Budapest, 1983